# The Handler (relato de Ray Bradbury)
The Handler, traducido al español como El manipulador o también El funerario, es un relato corto de terror del escritor estadounidense Ray Bradbury. Fue publicado inicialmente en la revista Weird Tales en enero de 1947.
En octubre de 1947 apareció en su colección de cuentos Dark Carnival. También fue incluido en la recopilación de cuentos de Bradbury de 1962 titulada The Small Assassin.

## Argumento
Mr. Benedict, además de dirigir la funeraria del pueblo, también tiene a su cargo la iglesia y el cementerio, todos ellos al lado de su casa. Como reza su publicidad: "De la Iglesia a la tierra".
De carácter apocado, constantemente es objeto  de burlas y chanzas entre sus conciudadanos. Sin embargo, en la soledad de la morgue, es el momento de su venganza.

## Adaptaciones
The Handler fue adaptado al cómic y publicado en el número 36 de junio-julio de 1953 de Tales from the Crypt, de la editorial EC Comics.
El propio autor adaptó el cuento para la serie de televisión canadiense The Ray Bradbury Theater. El episodio The Handler se emitió en Canadá el 27 de octubre de 1992. Dirigido por Peter Sharp está protagonizado por Michael J. Pollard, Henry Beckman y John Sumner.